# Exército Nacional Albanês

O Exército Nacional Albanês (conhecido como AKSh, da sigla em albanês para Armata Kombëtare Shqiptare; o Sh é considerado uma única letra nesse idioma) é uma organização  da etnia albanesa no Kosovo, província do sul da Sérvia na fronteira com a Albânia. 
O grupo alega defender os interesses dos albaneses nos Bálcãs e lutar pela criação de uma "Grande Albânia", que incluiria territórios de países vizinhos como a Sérvia, o Montenegro, a Macedônia do Norte e a Grécia. É considerada oficialmente como uma organização terrorista pela missão da ONU no Kosovo (UNMIK) em 2003. Em outubro de 2007, o AKSh divulgou comunicado ameaçando realizar atentados na Sérvia para forçar a separação do Kosovo e sua integração à Albânia.